# Бантхань (станция метро)
«Бантхань» — станция Хошиминского метрополитена. Подземная южная конечная станция Первой линии.

## Описание
Расположена под землёй рядом с рынком Бантхань. Будущая пересадочная на Вторую линию.

## История
Открыта 22 декабря 2024 года в составе Первой линии метрополитена.

## Строительство
Конечная станция Первой линии. Строительство началось в 2012 году.